# Calamus renukae
Calamus renukae là loài thực vật có hoa thuộc họ Arecaceae. Loài này được J.Jacob, N.Mohanan & Kariyappa mô tả khoa học đầu tiên năm 2008.